# Simulium pamahaense
Simulium pamahaense är en tvåvingeart som beskrevs av Takaoka 2003. Simulium pamahaense ingår i släktet Simulium och familjen knott. Inga underarter finns listade i Catalogue of Life.